# 斯坦尼斯拉夫·科诺帕塞克
斯坦尼斯拉夫·科诺帕塞克（捷克語：Stanislav Konopásek，1923年4月18日—2008年3月6日），生于霍若维采，捷克男子冰球运动员。他曾代表捷克斯洛伐克参加1948年冬季奥林匹克运动会冰球比赛，获得一枚银牌。